# Département de Maipú (Chaco)
Pour les articles homonymes, voir Maipú.
Le département de Maipú est une des 25 subdivisions de la province du Chaco, en Argentine. Son chef-lieu est la ville de Tres Isletas.
Le département a une superficie de 2 855 km2. Il est bordé au nord par le département de General Güemes, à l'est par les départements de Libertador General San Martin et de Quitilipi, au sud par les départements de Comandante Fernández et d'Independencia, et à l'ouest par le département d'Almirante Brown.
Sa population s'élevait à 24 747 habitants au recensement de 2001.

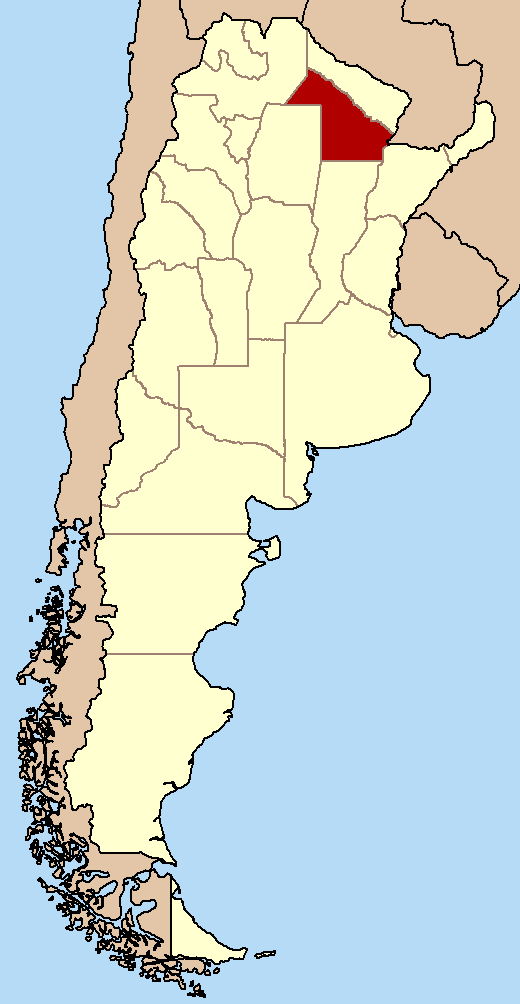
Localisation de la province du Chaco en Argentine.